# Casa al barri de la Cellera, 4 (Mieres)
La Casa al barri de la Cellera, 4 és una obra de Mieres (Garrotxa) protegida com a Bé Cultural d'Interès Local.

## Descripció
Casa entre mitgera situada al barri de la Cellera núm.-4. És de planta rectangular i teulat a dues aigües. Disposa de pedra del país poc tallada, llevat dels carreus cantoners i els que emmarquen les obertures. Cal remarcar les dades gravades en algunes de les seves llindes i les tres grans arcades de mig punt del pis superior, així com la inscripció següent: 17 DIA 19 DE OBRE 33/ 1733"(?).